# Central Park

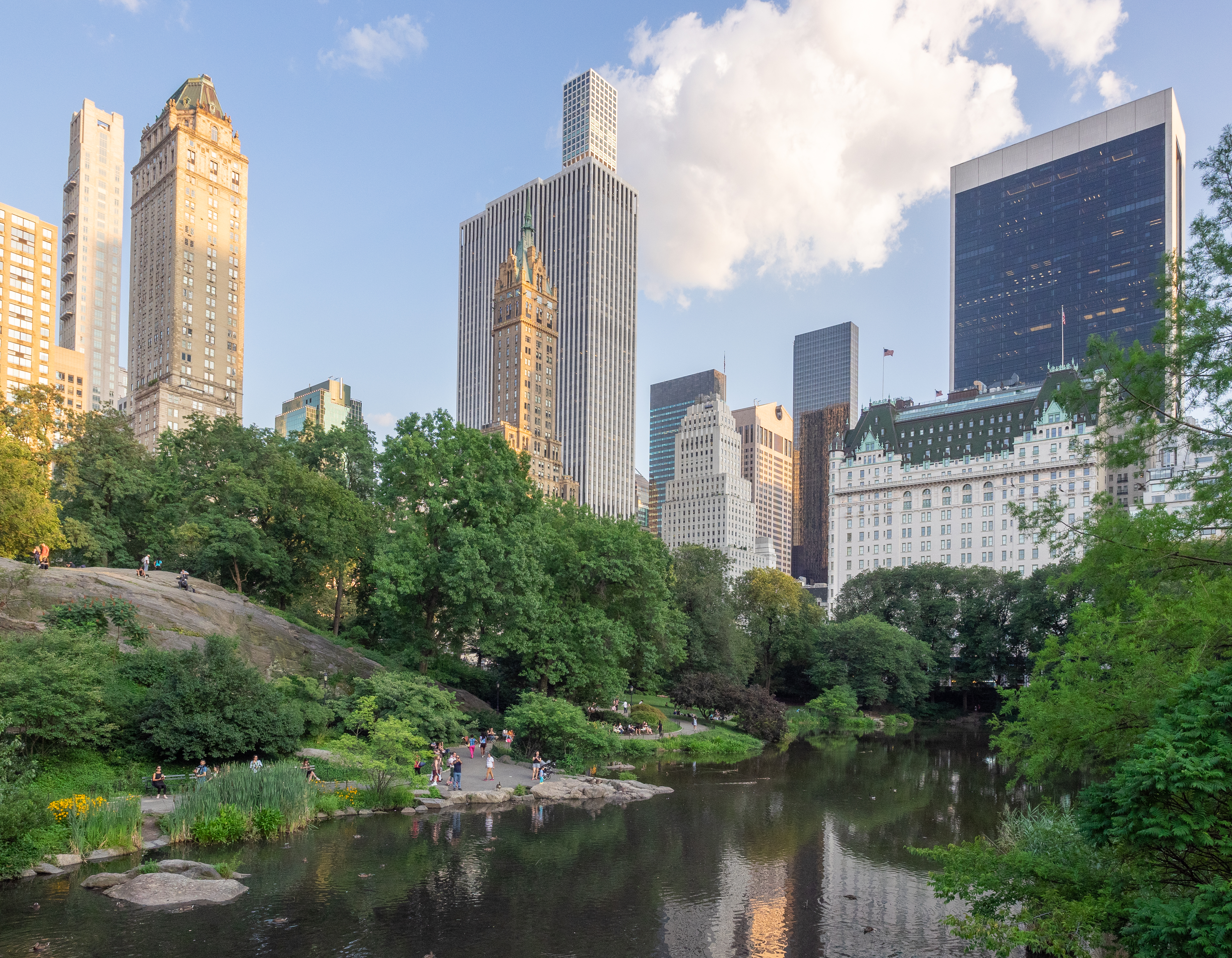
The Pond i Central Park.I bakgrunden syns bland annat Plaza Hotel och Trump Tower.

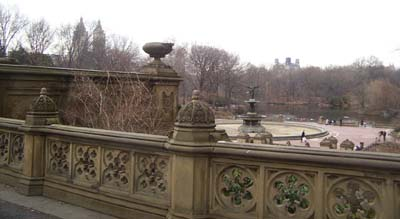
Bethesda Terrace i Central Park

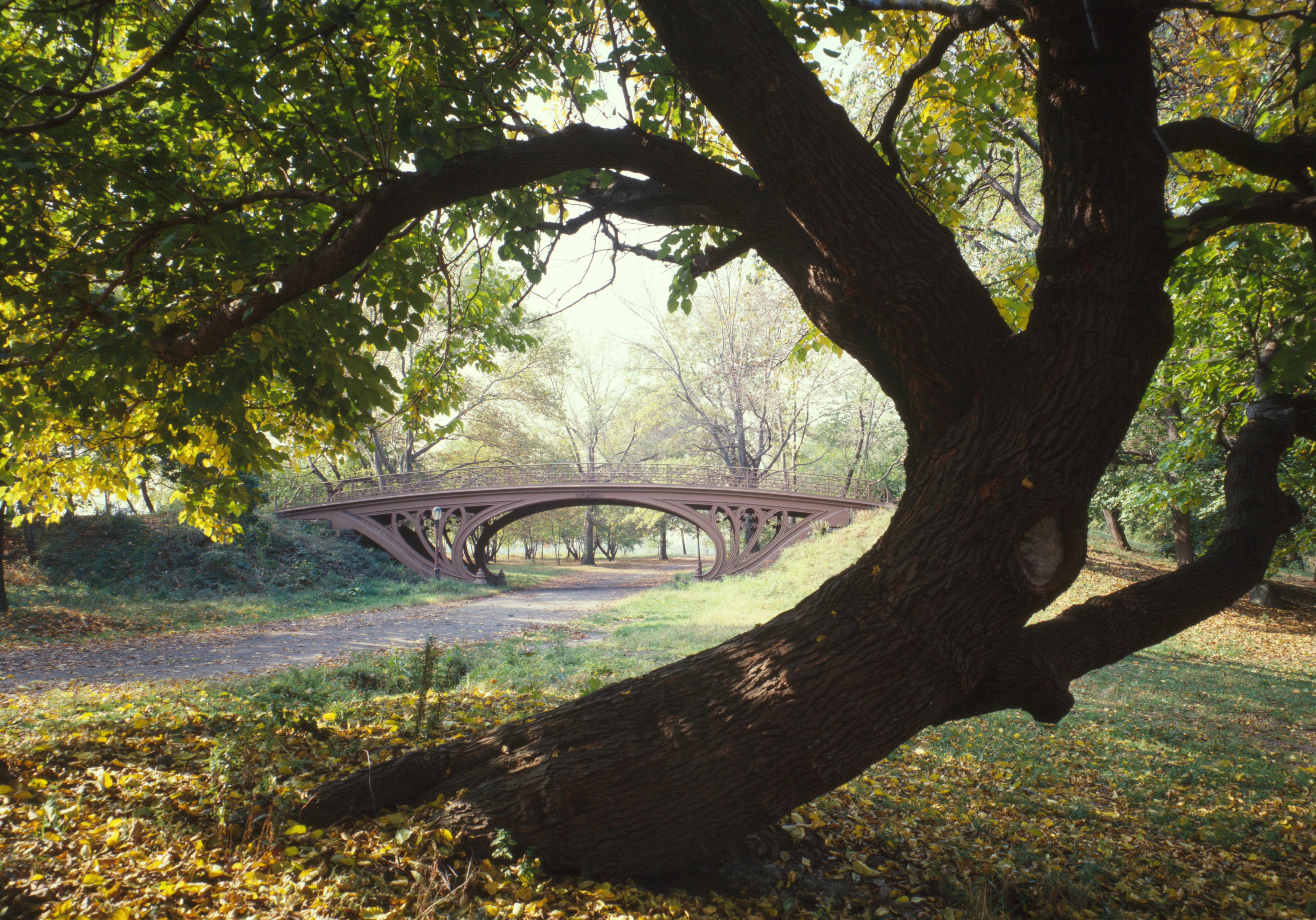
Central Park, New York.

Central Park är en cirka 3,5 km² stor rektangulär (4000 × 800 meter) park på Manhattan i New York i USA. Parken är New Yorks största och viktigaste park.
På parkens östra sida ligger Metropolitan Museum och på den västra American Museum of Natural History. I parken ligger Central Park Zoo. Där finns också bland annat tre små sjöar, en skridskorink, en friluftsteater, flera lekplatser, ett flertal monument – däribland New York-obelisken, en av obeliskerna i Kleopatras nålar – och en polisstation.
Central Park har miljontals besökare varje år.

## Historia
1853 bestämdes det att ett område mellan 59:e och 109:e gatan skulle bli park. En tävling om utformningen utlystes och den vanns av Frederick Law Olmsted och Calvert Vaux. Då parken invigdes låg den i stadens norra utkanter, det dröjde flera decennier innan den blivit en oas omgiven av bebyggelse. Parken gränsar i väst till avenyn Central Park West och i öst till Fifth Avenue.
Efter den avgjorde tävlingen började Central Park anläggas 1858 och arbetet var färdigt 1876 då parken öppnades för allmänheten.

## Aktiviteter

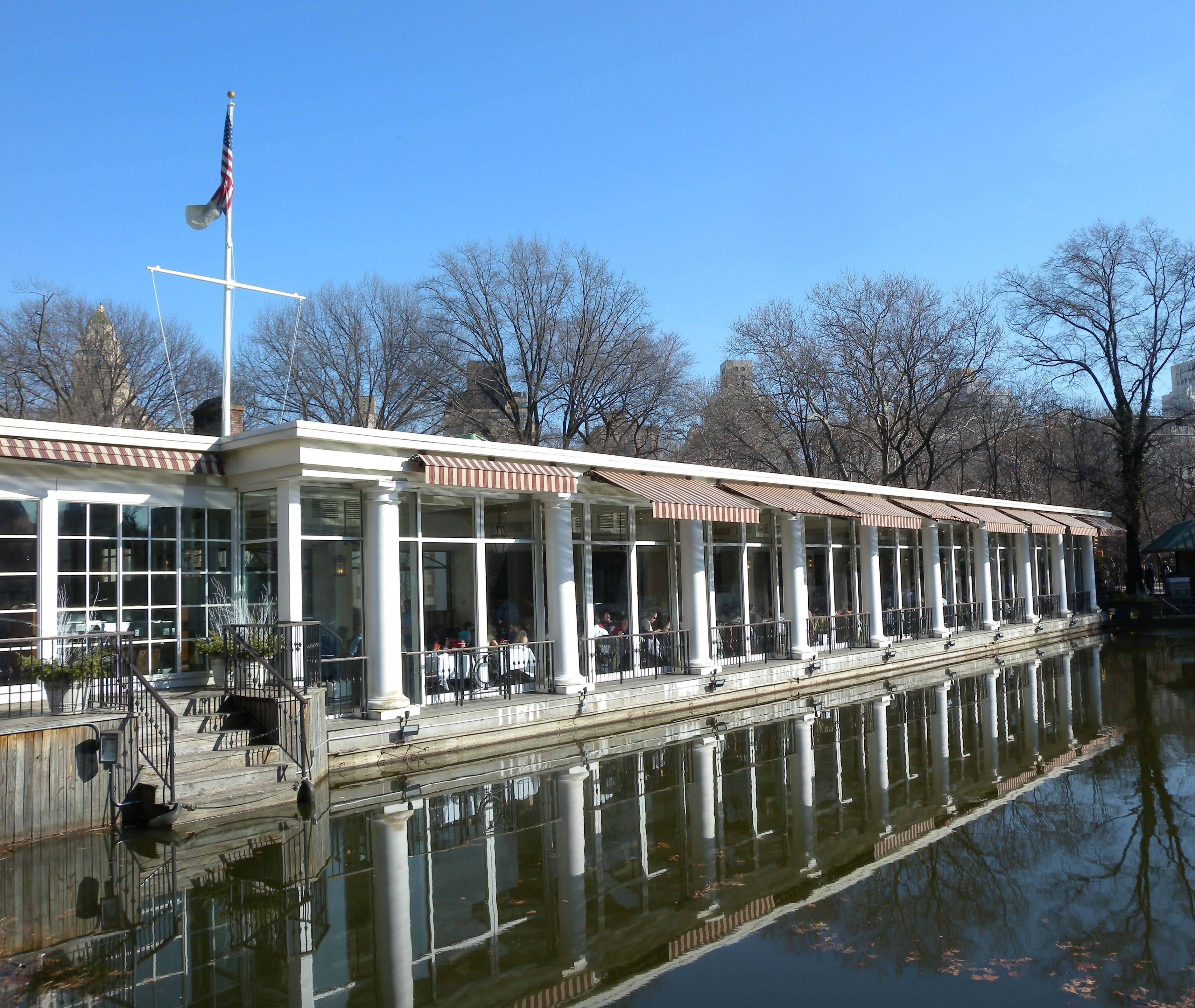
Boathouse Cafe

- Rodd och kajak. Båtar hyrs ut per timme vid Loeb Boathouse, där det också finns en restaurang med utsikt över sjön.
- Häst och vagn
- Cykling
- Bergsklättring
- Skridsko. Parken har två isrinkar, Wollman Rink och Lasker Rink. Lasker Rink är sommartid en pool.

- Central Park Carousel

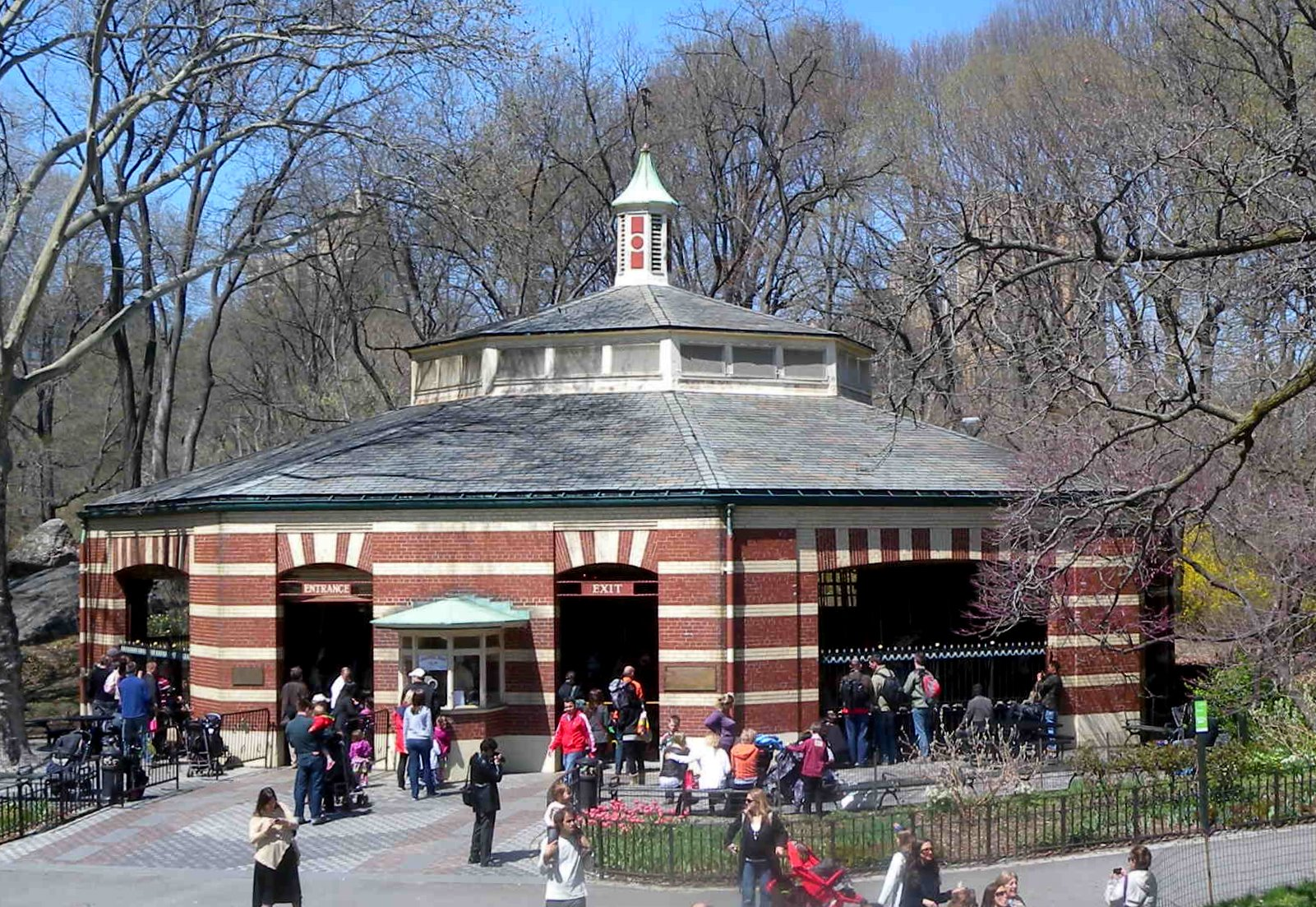
Carousel

- Lekparker. Det finns 21 lekparker i parken. Den största är Heckscher Playground som fått sitt namn efter August Heckscher.
- Swedish Cottage Marionette Theatre
- Central Park Zoo
- Teater
- Konserter. Bland annat ger New York Philharmonic en konsert varje sommar vid Great Lawn och Metropolitan Opera spelar två operor. Barbra Streisand, The Supremes, Carole King, Bob Marley & The Wailers, Elton John, Diana Ross, Bon Jovi med flera har alla spelat i parken.